# Нокере Курсе 2025
79-й выпуск  Нокере Курсе — шоссейной однодневной велогонки по дорогам Восточной Фландрии в Бельгии. Гонка прошла 19 марта 2025 года в рамках ПроСерии UCI 2025 (категория 1.Pro). Победителем стал нидерландский велогонщик Нильс Экхофф.

## Участники
В гонке приняло участие 20 команд: 10 команд категории UCI WorldTeam, 9 UCI ProTeams.
| UCI WorldTeams (10)- Soudal Quick-Step - UAE Team Emirates XRG - Lidl-Trek - Alpecin-Deceuninck - Groupama-FDJ - Intermarché-Wanty - Team Picnic-PostNL - Bahrain-Victorious - Cofidis - XDS Astana Team UCI ProTeams (9)- Lotto - Israel-Premier Tech - Uno-X Mobility - Tudor Pro Cycling Team - Q36.5 Pro Cycling Team - Unibet Tietema Rockets - Wagner Bazin WB - Euskaltel-Euskadi - Team Flanders-Baloise UCI Continental Team- Tarteletto-Isorex |
| |

## Маршрут
Маршрут бельгийской полуклассической гонки 2025 года в основном повторял трассу прошлых лет. Старт снова располагался в Дейнзе, за которым следовали несколько участков грунтовки и коротких подъёмов (Кокерель, Хеллестраат, Холстраат, Петегемберг и Фабрикстраат) перед выходом на финальную часть у Нокере. Здесь, после преодоления небольшого подъема Нокереберга, группа столкнулась с коротким сектором грунтовой дороги и подъемом Ланге АСТ. Гонщики двигались по этому маршруту в течение двух с половиной кругов, поскольку в финале они проезжали часть трассы в обратном направлении, приближаясь к финишу в направлении, противоположном традиционному, начиная от Варегемсестраат. Эта новинка была предложена организаторами, чтобы сделать последние несколько километров более безопасными, так как они часто становились местом аварий и падений. Однако на техническом уровне маршрут не сильно изменился.

## Ход гонки
Спортсмены преодолели 188 километров, из которых последний километр был особенно сложным — он проходил по холмистой местности с уклоном в 4 %. Однако, когда команды готовились к финальному спринту, произошёл инцидент, который оставил главного фаворита гонки Йеспера Филипсена в опасности. На колесо бельгийца упал гонщик команды Intermarché — Wanty, пытаясь избежать столкновения с другим велосипедистом. В результате Йеспер остался на дороге, ожидая медицинской помощи.
Этот завал остановил часть пелотона, но другие гонщики продолжили борьбу за победу. Эйкхофф сразился за лидерство с Маттео Москетти из Q36.5 Pro и молодым американцем Люком Ламперти из Soudal — Quick Step. Тем не менее, голландцу удалось сохранить небольшой отрыв от соперников и отпраздновать свою победу в гонке, подняв руки вверх.
Москетти финишировал вторым, а Ламперти — третьим. Следом за ними прибыли Милан Фретин из Cofidis, Милан Ментен из Lotto и Пит Аллегарт из Cofidis.
В «Нокере — Кёрсе» принял участие и единственный российский велогонщик — 20-летний Роман Ермаков из Bahrain — Victorious. Он работал на лидеров своей команды и финишировал 60-м, спустя две с половиной минуты после победителя.

## Результаты
| \| Генеральная классификация \| Генеральная классификация \| Генеральная классификация \| Генеральная классификация \| Генеральная классификация \| \| Гонщик \| Гонщик \| Команда \| Время \| \| \| ------------------------- \| ------------------------- \| ------------------------- \| ------------------------- \| ------------------------- \| \| 1-й \| Нильс Экхофф \| Team Picnic-PostNL \| 4ч 15' 42 \| \| \| 2-й \| Маттео Москетти \| Q36.5 Pro Cycling Team \| + 0 \| \| \| 3-й \| Люк Ламперти \| Soudal Quick-Step \| + 0 \| \| \| 4-й \| Милан Фретин \| Cofidis \| + 0 \| \| \| 5-й \| Милан Ментен \| Lotto \| + 0 \| \| \| 6-й \| Пит Аллегарт \| Cofidis \| + 0 \| \| \| 7-й \| Льюис Аски \| Groupama-FDJ \| + 0 \| \| \| 8-й \| Альберто Дайнезе \| Tudor Pro Cycling Team \| + 0 \| \| \| 9-й \| Лукаш Кубиш \| Unibet Tietema Rockets \| + 0 \| \| \| 10-й \| Уго Хофстеттер \| Israel-Premier Tech \| + 0 \| \| |                  |                        |           |
| |                  |                        |           |
| Источник: ProCyclingStats |                  |                        |           |
| Генеральная классификация |                  |                        |           |
| Гонщик | Гонщик           | Команда                | Время     |
| 1-й | Нильс Экхофф     | Team Picnic-PostNL     | 4ч 15' 42 |
| 2-й | Маттео Москетти  | Q36.5 Pro Cycling Team | + 0       |
| 3-й | Люк Ламперти     | Soudal Quick-Step      | + 0       |
| 4-й | Милан Фретин     | Cofidis                | + 0       |
| 5-й | Милан Ментен     | Lotto                  | + 0       |
| 6-й | Пит Аллегарт     | Cofidis                | + 0       |
| 7-й | Льюис Аски       | Groupama-FDJ           | + 0       |
| 8-й | Альберто Дайнезе | Tudor Pro Cycling Team | + 0       |
| 9-й | Лукаш Кубиш      | Unibet Tietema Rockets | + 0       |
| 10-й | Уго Хофстеттер   | Israel-Premier Tech    | + 0       |